# Strzemieszyce (gmina)
Strzemieszyce (niem. Amtsbezirk Strzemieszyce) – dawna gmina wiejska o charakterze miejskim, istniejąca w latach 1941–1944? woj. kieleckim i woj. śląskim.
Gminę Strzemieszyce utworzono 15 marca 1941 za okupacji hitlerowskiej w miejsce dotychczasowej gminy Olkusko-Siewierskiej, czyli z gromad: Groß Strzemieszyce, Klein Strzemieszyce, Maczki, Niemce, Ostrowy (nowa gromada), Porombka i Strzemieszyce-Vorwerk (a więc oprócz Gołonoga, w którym Niemcy utworzyli odrębną gminę Gołonóg).
Po wojnie gmina przeszła pod administrację polską jako pozostałość po niemieckiej jednostce. Według stanu z 1 grudnia 1945 i 1 stycznia 1946 gmina o nazwie Strzemieszyce składała się z 9 gromad: Grabocin (nowa gromada), Kazimierz (nowa gromada), Maczki, Niemce, Ostrowy, Porąbka, Strzemieszyce Małe, Strzemieszyce Wielkie i Strzemieszyce Folwark. Gmina, wraz z całym powiatem będzińskim, została włączona do województwa śląskiego, gdzie w 1947 roku otrzymała status gminy wiejskiej o miejskich uprawnieniach finansowych.
Ostatecznie powrócono do przedwojennego podziału administracyjnego (powrócono do nazwy gmina Olkusko-Siewierska w odniesieniu do gminy Strzemieszyce), choć utrzymano odrębność gminy Gołonóg i wewnętrzny podział gmin na nowe gromady.
Nową gminę o nazwie Strzemieszyce Wielkie aktywowano formalnie dopiero w 1950 roku, po oficjalnym zniesieniu gminy Olkusko-Siewierskiej, choć obejmowała ona już tylko połowę śródwojennej gminy Strzemieszyce (gromady Grabocin, Strzemieszyce Wielkie, Strzemieszyce Małe i Strzemieszyce Folwark). Związane było to z równoczesnym utworzeniem nowej gminy Kazimierz oraz zatwierdzeniem funkcjonujących de facto od czasów wojny gmin Gołonóg i Ząbkowice.
Zobacz też gmina Strzemieszyce Wielkie